# Monika Barz

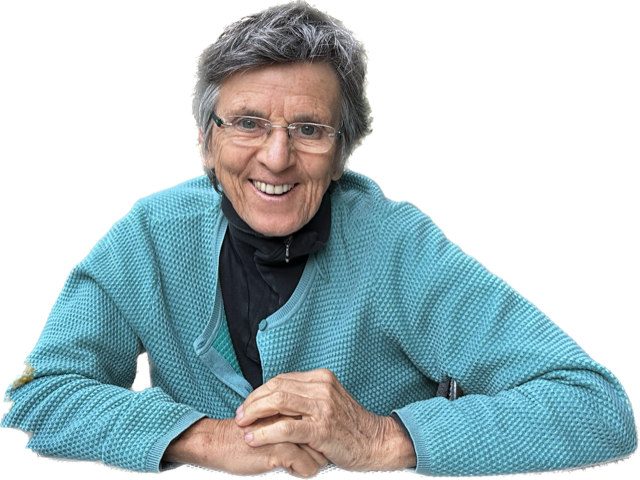
Monika Barz

Monika Barz (* 5. April 1953 in Castrop-Rauxel) ist in der Frauen- und Lesbenbewegung aktiv und war von 1993 bis 2016 Professorin für Frauen- und Geschlechterfragen an der Evangelischen Hochschule in Ludwigsburg.

## Leben
Monika Barz studierte zunächst Mathematik und Sport und arbeitete als Grund- und Hauptschullehrerin. Aufbauend studierte sie Diplompädagogik an der Universität Tübingen. Sie promovierte an der Universität Hannover über die Identifikationsmöglichkeiten lesbischer Frauen in den Kirchen.
Monika Barz ist in der autonomen Frauenbewegung aktiv. Sie ist Mitbegründerin des Autonomen Frauenhauses Tübingen und des Notrufs für vergewaltigte Frauen Nienburg/Weser. 1985 initiierte sie zusammen mit Herta Leistner und Ute Wild die ersten Lesbentagungen an der Evangelischen Akademie in Bad Boll, die sie bis 1997 jährlich mitverantwortete.
1987 verfassten Monika Barz, Herta Leistner und Ute Wild das Buch Hättest Du gedacht, dass wir so viele sind. Lesbische Frauen in der Kirche. Das Buch und die Tagungen wirkten wie eine Initialzündung im ganzen deutschsprachigen Raum: Die Tagungen wurden zu einem geschützten Raum, an dem erstmals lesbische Frauen in den Kirchen Netzwerke und politische Formen der Solidarität entwickeln konnten. So fanden Netzwerke, wie die LUK (Lesben und Kirche), die MuM (Maria- und Martha Netzwerk) in Bad Boll ihren Ursprung und zogen die Netzwerke Labrystheia und NKL (Netzwerk katholischer Lesben) nach sich.
1993 promovierte Barz zusammen mit Herta Leistner in einer Gemeinschaftsdissertation an der Universität Hannover bei Helmut Kentler.
Von 1993 bis 2016 lehrte Monika Barz als Professorin im Bereich „Theorie und Praxis Sozialer Arbeit mit Mädchen und Frauen“ an der Evangelischen Hochschule in Ludwigsburg. Forschungsgegenstand waren Fragen der Frauen- und Geschlechterforschung.

## Ehrungen
- 2015 Goldene Ehrennadel des Paritätischen Landesverbandes Baden-Württemberg[8]
- 2017 Bundesverdienstkreuz am Bande (Dezember 2017)[9]

## Politik
Von 1985 bis 1993 war Monika Barz Stadträtin in Nienburg/Weser für die Wähler- und Wählerinnen Initiative für Demokratie und Umweltschutz (WIDU), 2013 und 2017 stand sie auf der Landesliste der GRÜNEN für die Bundestagswahl.
Monika Barz war von 1995 bis 2013 Mitglied im Vorstand des Paritätischen Wohlfahrtsverbandes Baden-Württemberg und in den Jahren 2014 bis 2015 in dessen Aufsichtsrat.
Im Jahr 2012 war Monika Barz Mitbegründerin des Netzwerks LSBTTIQ Baden-Württemberg, dem Zusammenschluss verschiedener Organisationen und Initiativen aus dem LSBTTIQ-Bereich.
Sie ist Mitbegründerin der bundesweiten Dachkampagne RotlichtAus, die 2016 vom Landesfrauenrat Baden-Württemberg gemeinsam mit dem Verein Sisters – für den Ausstieg aus der Prostitution e.V. initiiert wurde. Von 2018 bis 2022 war sie für den Verband Baden-Württembergischer Wissenschaftlerinnen Beisitzerin im Vorstand des Landesfrauenrats Baden-Württemberg.
Monika Barz war langjähriges Mitglied von Terre des Femmes (TdF). Nachdem im Juni 2023 die TdF-Mitfrauenversammlung die Entscheidung des Vorstandes gebilligt hatte, ein von der Mitfrauenversammlung 2020 beschlossenes Positionspapier zu Transgender, Selbstbestimmung und Geschlecht zurückzunehmen, trat Monika Barz gemeinsam mit Inge Bell, Ingrid Staehle und zahlreichen anderen Mitgliedern aus dem Verein aus. Sie begründete ihren Austritt damit, dass TDF vor neuen gesellschaftlichen Strömungen kapituliere, die die Illusion einer selbst bestimmbaren Geschlechtszugehörigkeit propagierten. Dieser Richtungswechsel sei ein historischer Fehler.
In politischen Debatten zum Selbstbestimmungsgesetz (SBGG) nahm Monika Barz kritisch Stellung. Sie nennt in einer Stellungnahme aus dem Jahr 2023 das SBGG ein Gesetz, das Wissenschaft ignoriere, die Meinungsfreiheit gefährde, Frauenrechte und Kinderschutz mit Füssen trete und eines, das einen Bruch mit dem deutschen Rechtsverständnis darstelle. Sie sehe in dem Gesetz keine geeignete Antwort auf dringliche Akzeptanzfragen gegenüber LSBTTIQ-Menschen.

## Werke (Auswahl)
- Rede auf der Kundgebung vor dem Kanzleramt am 1. November 2024
- Geschlecht als zentrale Kategorie der Sozialen Arbeit. Kritische Analyse der postfaktischen (Um)Definition von Geschlecht in der deutschen Gesetzgebung. In: Schulheft: Kritische Soziale Arbeit. 49. Jahrgang. Studienverlag Innsbruck, Innsbruck 2024, ISBN 978-3-7065-6405-2, S. 67 - 80.
- Stellungnahme zum Selbstbestimmungsgesetz für Öffentliche Anhörung im Ausschuss für Familie, Senioren, Frauen und Jugend (9. November 2023)
- mit Monne Kühn, Ingrid Keilbach: SBGG – 25 Frauenorganisationen benennen Auswirkungen. Zusammenfassung ihrer Stellungnahmen (2023)

- Körperloses Geschlecht – LSBTTIQ auf dem Irrweg. Persönliche Reflexion aus dem Innern der LSBTTIQ-Bewegung. In: Jan Feddersen, Marion Hulverscheidt, Rainer Nicolaysen (Hrsg.): Jahrbuch Sexualitäten. 2023, S. 82–110 (queernations.de [PDF]).
- Geschlecht – zentrale Kategorie der Sozialen Arbeit und Ausgangspunkt der Mädchenarbeit. In: Elke Schierer, Sylvia C. Reichle (Hrsg.): Handbuch Mädchen*(sozial)arbeit. Weinheim 2023, S. 71–88.
- Inklusion und ‚falsche‘ Körper. Zum besseren Verständnis verwirrender Entwicklungen. In: Bettina Bretländer, Dino Capovilla, Simone Danz, Marianne Hirschberg, Bettina Lindmeier, Vera Moser, Imke Niediek und Mario Schreiner (Hrsg.): Zeitschrift für Inklusion -  Gemeinsam leben. Nr. 3, 2023, S. 176–179.
- Geschlechtergerechtes Sprechen. Gender-Neusprech: Begriffsverwirrung und pädagogische Verantwortung. In: Karl-Heinz Dammer, Anne Kirschner (Hrsg.): Pädagogisches Neusprech. Zur Kritik aktueller Leitbegriffe. Stuttgart 2023, S. 95–123.
- Das Selbstbestimmungsgesetz - über fatale Folgen von Strickfehlern. In: LuK-LekTuere. Rundbrief des Dachverbands "Lesben und Kirche". Nr. 42, 2022, S. 14 - 17.
- Gleichstellungspolitik im Dschungel von Grammatik, Geschlecht und Gender - Inklusive Sprache achtsam anwenden - wissen, wen ich meine. (Landeskonferenz der Gleichstellungsbeauftragten an den wissenschaftlichen Hochschulen Baden-Württemberg am 8. September 2021)
- Laudatio für Sabine Constabel anlässlich der Verleihung des Barbara-Künkelin-Preises am 11. März 2018 in Schorndorf, in: Stadtverwaltung Schorndorf (Hg.): Heimatblätter, Jahrbuch für Schorndorf und Umgebung, Band 31, S. 129–132.
- mit Cornelia Helfferich: Häusliche Gewalt beenden: Verhaltensänderung von Tätern als Ansatzpunkt. Eine Evaluationsstudie (= Schriftenreihe der Landesstiftung Baden-Württemberg. Band 23). Landesstiftung Baden-Württemberg, Stuttgart 2006.
- mit Eva-Maria Garber und Carmen Rivuzumwami: geträumt – gewagt – gelebt. Bad Boller Anfänge der kirchlichen Lesbenbewegung. Evangelische Akademie Bad Boll, Bad Boll 2005, ISBN 978-3-936369-19-9.
- mit Geertje-Froken Bolle (Hrsg.): Göttlich lesbisch – Facetten lesbischer Existenz in der Kirche. Gütersloher Verlagshaus, Gütersloh 1997.
- mit Herta Leistner: Aus der Nicht-Existenz auftauchen – Der Beitrag von Tagungsarbeit zum Identitätsbildungsprozess lesbischer Frauen in der Kirche. Dissertation, Universität Hannover 1992.
- mit Herta Leistner und Ute Wild: Hättest du gedacht, dass wir so viele sind. Lesbische Frauen in der Kirche. Kreuz-Verlag, Stuttgart 1987, ISBN 978-3-7831-0849-1 (2. Auflage unter dem Titel „Lesbische Frauen in der Kirche“, Kreuz-Verlag, Freiburg 1993).